# Капланівка
Капланівка (також Каплунівка) — колишнє село в Україні, у Вовчанському районі Харківської області.
Утворене як хутір Каплунівка, який знаходився на правому березі річки Хотімля. Хутір входив до складу Ганнопільської сільської ради Білоколодязького району, а після його розформування у 1929 році, Вовчанського району. Хутір знаходився за 1 км до села Ганнопілля та за 24,5 км до Вовчанська. Найближча залізнична станція — Білий Колодязь знаходилася за 9,6 км.
За станом на 1930 рік, у хуторі було 14 господарств і мешкало 91 людина, 44 чоловіків та 47 жінок.
Пізніше хутір отримав статус села і був включений до складу Петропавлівської сільської ради. Село було ліквідоване у 1967-1971 роках, а мешканці переселені.